# Joseph Leo Doob
Joseph Leo Doob (Cincinnati, 27 de fevereiro de 1910 — Urbana, 7 de junho de 2004) foi um matemático estadunidense.
Artigos
- Conditional brownian motion and the boundary limits of harmonic functions, Bulletin de la Société Mathématique de France, 85 (1957), p. 431–458.
- A non probabilistic proof of the relative Fatou theorem, Annales de l'institut Fourier, 9 (1959), p. 293–300.
- Boundary properties of functions with finite Dirichlet integrals,  Annales de l'institut Fourier, 12 (1962), p. 573–621.
- Limites angulaires et limites fines, Annales de l'institut Fourier, 13 no. 2 (1963), p. 395–415.
- Some classical function theory theorems and their modern versions, Annales de l'institut Fourier, 15 no. 1 (1965), p. 113–135.
- Erratum : “Some classical function theory theorems and their modern versions” Annales de l'institut Fourier, 17 no. 1 (1967), p. 469–469.
- Boundary approach filters for analytic functions, Annales de l'institut Fourier, 23 no. 3 (1973), p. 187–213.
- Stochastic process measurability conditions, Annales de l'institut Fourier, 25 no. 3–4 (1975), p. 163–176.